# Begun
Begun é uma cidade e um município no distrito de Chittaurgarh, no estado indiano de Rajastão.

## Geografia
Begun está localizada a 24° 59′ N, 75° 00′ L. Tem uma altitude média de 412 metros (1351 pés).

## Demografia
Segundo o censo de 2001, Begun tinha uma população de 19,333 habitantes. Os indivíduos do sexo masculino constituem 52% da população e os do sexo feminino 48%. Begun tem uma taxa de literacia de 64%, superior à média nacional de 59.5%; com 61% para o sexo masculino e 39% para o sexo feminino. 16% da população está abaixo dos 6 anos de idade.